# Alexander Schiebel

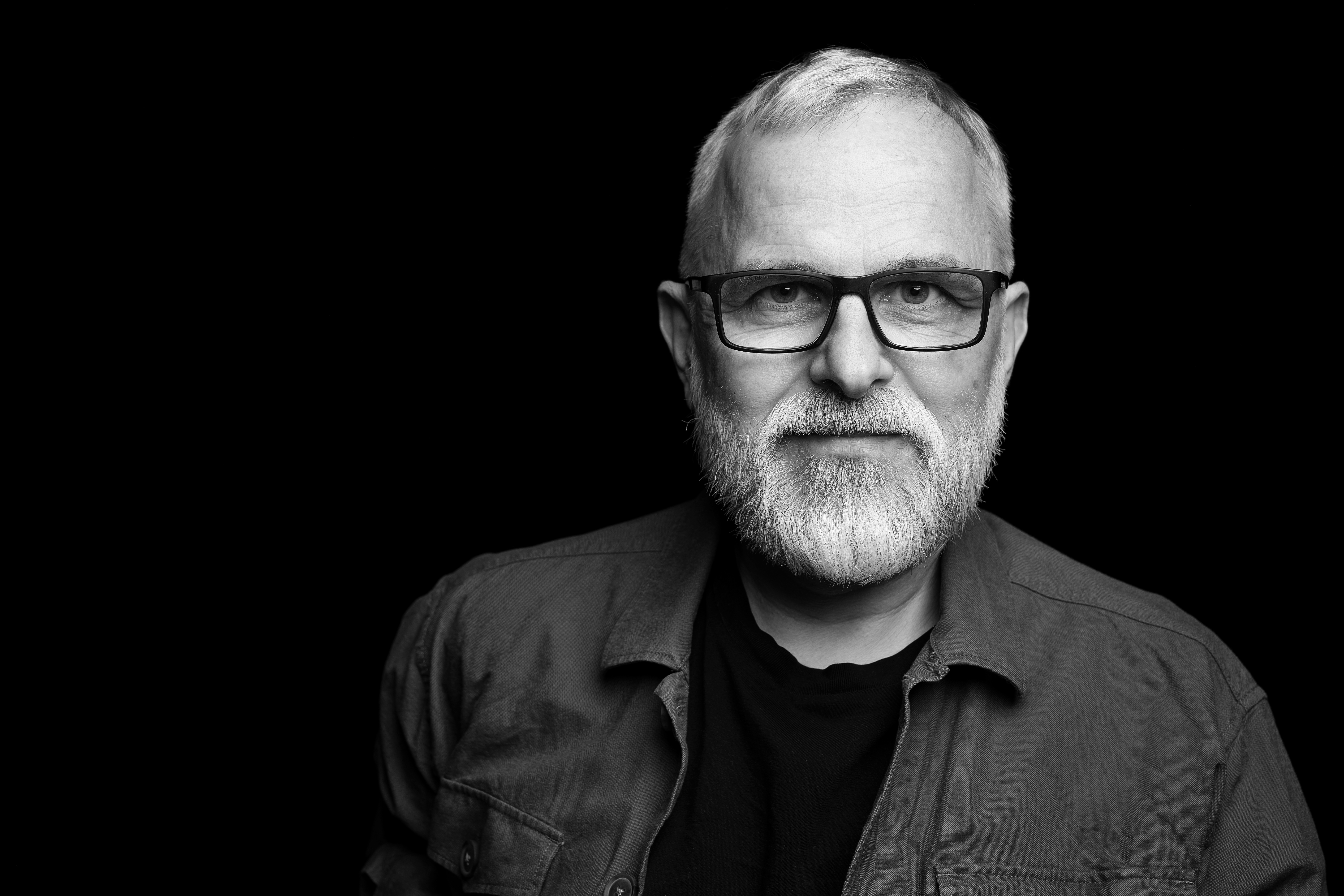
Alexander Schiebel im März 2023

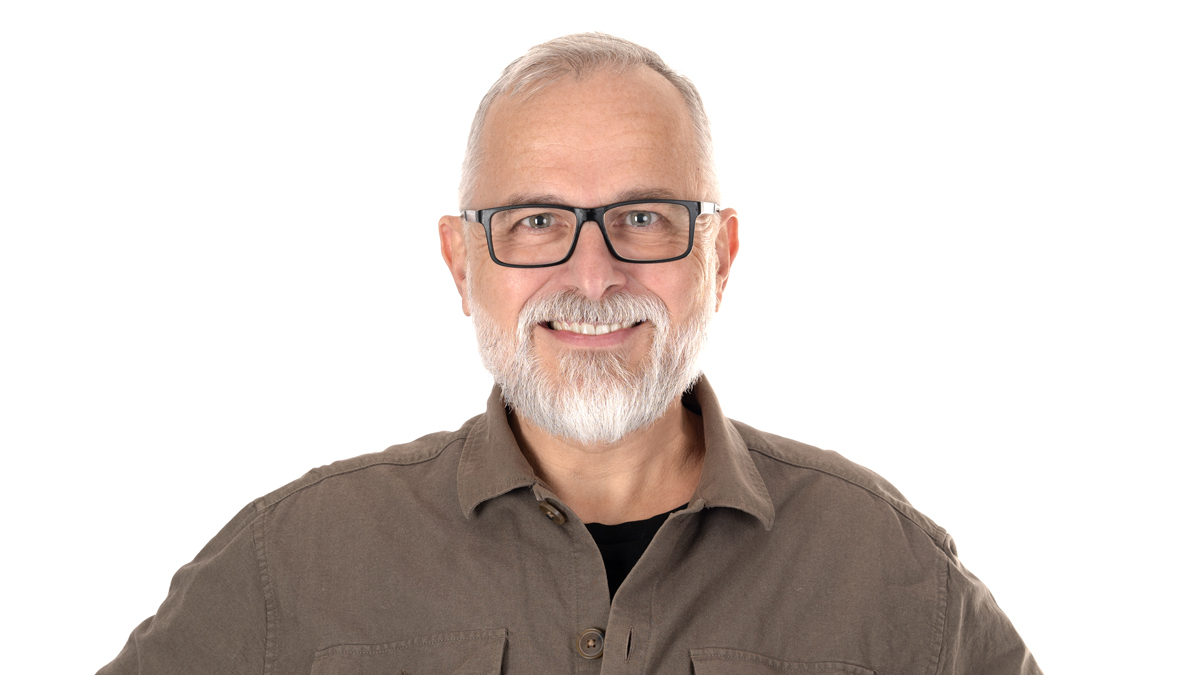
Alexander Schiebel im Januar 2024

Alexander Schiebel (geboren am 4. Februar 1966 in Wien) ist ein österreichischer Autor und Dokumentarfilmer.

## Leben
Schiebel arbeitete in den Bereichen Software-Entwicklung und Online-Marketing und zog 2013 von Wien nach Meran in Südtirol, wo er mit der Arbeit als Autor und Filmemacher begann. Ab März 2018 lebte er ein Jahr lang in Leipzig, danach in Südfrankreich und Andalusien und seit 2023 wieder in Wien. Er war  mit der Fotografin Hanae Yamashita verheiratet, mit der er vier Kinder hat.

## Werk
In Meran baute Schiebel den Dokumentarfilmblog „suedtirolerzaehlt“ auf. Im Wahlkampf zur Bürgermeisterwahl 2015 unterstützte er den grünen Kandidaten Paul Rösch gegen die Südtiroler Volkspartei (SVP). 2016 arbeitete er bei einer Kampagne gegen den Ausbau des Flughafens Bozen mit.
In seinem im September 2017 veröffentlichten Buch Das Wunder von Mals. Wie ein Dorf der Agrarindustrie die Stirn bietet erzählt Schiebel, wie die Südtiroler Gemeinde Mals per Volksabstimmung entschied, die erste „Pestizid-freie Gemeinde Europas“ zu werden. Das Volksbegehren war eine Reaktion auf den massenhaften Einsatz von Pestiziden in den Südtiroler Apfelbaum-Plantagen. Der gleichnamige Dokumentarfilm feierte Ende Mai 2018 zuerst in München, anschließend in Innsbruck und schließlich in Mals Premiere.
Im November 2019 beantragte die Staatsanwaltschaft am Landesgericht Bozen die Einleitung eines Hauptverfahrens wegen übler Nachrede (diffamazione), weil er mit Passagen des Buchs das Ansehen der Südtiroler Landwirte verletzt habe. Die Menschenrechtskommissarin des Europarats, Dunja Mijatovic, stufte die Klagen wegen übler Nachrede in Südtirol gegen Alexander Schiebel, seinen deutschen Verleger Jacob Radloff und gegen Karl Bär vom Umweltinstitut München jedoch als Missbrauch der Justiz ein. In einem am 27. Oktober 2020 veröffentlichten Kommentar nennt sie die Anzeigen des Südtiroler Landesrats für Landwirtschaft (Arnold Schuler) gegen Kritiker des hohen Pestizideinsatzes in der Region als Beispiel für sogenannte SLAPP-Klagen (Strategic Lawsuits Against Public Participation). Bereits am 28. Oktober stellte das Gericht die Ermittlungen gegen oekom-Verleger Jacob Radloff und die Mitglieder des Umweltinstituts aus Mangel an Beweisen ein. Am 28. Mai 2021 sprach das Landgericht Bozen Alexander Schiebel von Vorwürfen wegen angeblicher übler Nachrede frei. Am 10. Oktober 2023 erschien Schiebels Buch Gift und Wahrheit über den Südtiroler Pestizidprozess.

## Auszeichnungen
Am 18. Oktober 2018 wurde Alexander Schiebel für das Buch Das Wunder von Mals der Salus-Medienpreis verliehen. Sein Dokumentarfilm mit dem gleichen Titel wurde im Rahmen der 14. Ökofilmtour 2019 mit dem Preis der Stadt Potsdam für die beste künstlerische Leistung ausgezeichnet.